# Tygo Land
Tygo Land, né le 11 janvier 2006 à Peize aux Pays-Bas, est un footballeur néerlandais qui évolue au poste de milieu central au PSV Eindhoven.

## Biographie

### En club
Né à Peize aux Pays-Bas, Tygo Land commence le football avec le club local du VV Peize, avant d'être formé par le SC Heerenveen. Le 2 avril 2021, Land signe son premier contrat professionnel avec Heerenveen, à seulement quinze ans. Il rejoint ensuite lors de l'été 2022 le PSV Eindhoven où il poursuit sa formation.
Land fait ses débuts en équipe première le 12 août 2023, lors d'une rencontre de championnat face au FC Utrecht. Il entre en jeu à la place de Joey Veerman et son équipe s'impose par deux buts à zéro. Continuant de jouer pour l'équipe réserve du club, il se fait remarquer le 29 septembre 2023 en marquant deux buts face au SC Cambuur, en championnat. Il s'agit de ses deux premiers buts en professionnel, et ils permettent à son équipe de l'emporter par quatre buts à trois,.
Le 11 janvier 2024, jour de ses 18 ans, il est définitivement promu en équipe première par l'entraîneur Peter Bosz.
Il est sacré Champion des Pays-Bas lors de la saison 2023-2024.

### En équipe nationale
Tygo Land représente les Pays-Bas en sélection. Il commence avec les moins de 16 ans, jouant cinq matchs avec cette sélection entre 2021 et 2022.
Il est sélectionné avec l'équipe des Pays-Bas des moins de 17 ans pour participer au championnat d'Europe des moins de 17 ans en 2023. Lors de cette compétition, il joue trois matchs, les trois en tant que titulaire et capitaine.

## Palmarès
PSV Eindhoven
- Championnat des Pays-Bas (1) :
  - Champion : 2023-2024.